# 沖縄角力
沖縄角力（おきなわすもう、おきなわずもうは、琉球（沖縄県）に伝わる格闘技である。シマ、ウチナージマとも呼ばれる。

## 概要
沖縄角力は日本本土の相撲によく似るが、以下の点が異なる。
- 裸に廻しをつけるのではなく、柔道着（角力着）を着て、帯を締める[3]（相撲も江戸時代以前の娯楽では着衣で行なわれた絵図がある）。
- お互いに右四つに組んで帯をつかんだ状態から始めて、技を掛け合う[1][2][3]。
- 相手の背中（両肩）を地面に付けると勝ちになる[1][2]。土俵はあるが土俵外に出ても負けにはならない。また、両肩以外（手など）が地面に付いた場合も負けにはならない[3]。
- 張り手・突っ張り・喉輪攻め・頭突き・蹴手繰り・二枚蹴り等の打撃による攻め手が無い。

地区単位まで含める年間約50回の大会が開かれており、全島大会だけでも年間20回以上が開催される。大会は3分3本勝負で、制限時間内に勝負がつかない場合は判定で勝敗を決める。

## 歴史
一説によれば、沖縄角力は15世紀には現在の形になっており、尚灝王（在位 1804年 - 1834年）は沖縄角力を愛好し、その時代に隆盛を極めたともされる。
しかし、1713年に成立した琉球王府初の地誌『琉球国由来記』には、中国の角觝や日本本土の相撲についての記述がある一方で、沖縄角力についてはまったく記述がない。このため、当時沖縄角力が存在していたかには疑問が呈されている。さらに、沖縄角力が盛んである久米島において角力行事が始まったのは、明治10年代であるとの指摘もある。
1946年に競技規定が成文化され、1977年には沖縄県角力協会が発足した。